# Ellen Fairclough
Ellen Louks Cook, aussi connue comme Ellen Fairclough, (née le 28 janvier 1905 à Hamilton (Ontario), morte le 13 novembre 2004 dans la même ville) est une femme politique canadienne. Elle a été députée à la Chambre des communes du Canada de 1950 à 1963 et ministre dans le gouvernement fédéral du Canada de 1957 à 1963. Elle a été la première femme nommée à un poste de ministre fédéral au Canada.

## Biographie

### Jeunesse
Ellen Louks Cook est la fille de Norman Ellsworth Cook et de Nellie Louks. Elle est le troisième des cinq enfants de la famille. Elle est comptable de formation. Elle travaille dans ce domaine avant d'entrer en politique. Elle épouse Gordon Fairclough en 1931 à Buffalo (New York). Elle est présidente de l'organisation locale des Jeunes Conservateurs et vice-présidente des Jeunes Conservateurs d'Ontario.

### Carrière politique
En 1945, à la demande de l'organisateur local du Parti conservateur, elle se présente à un poste du conseil municipal d'Hamilton. Elle perd l'élection. Mais quelques semaines plus tard, à la suite de la démission d'un conseiller, elle est cooptée par les autres membres du conseil municipal. Elle est par la suite élue trois fois à ce poste. Elle est membre du conseil municipal de 1945 à 1950.

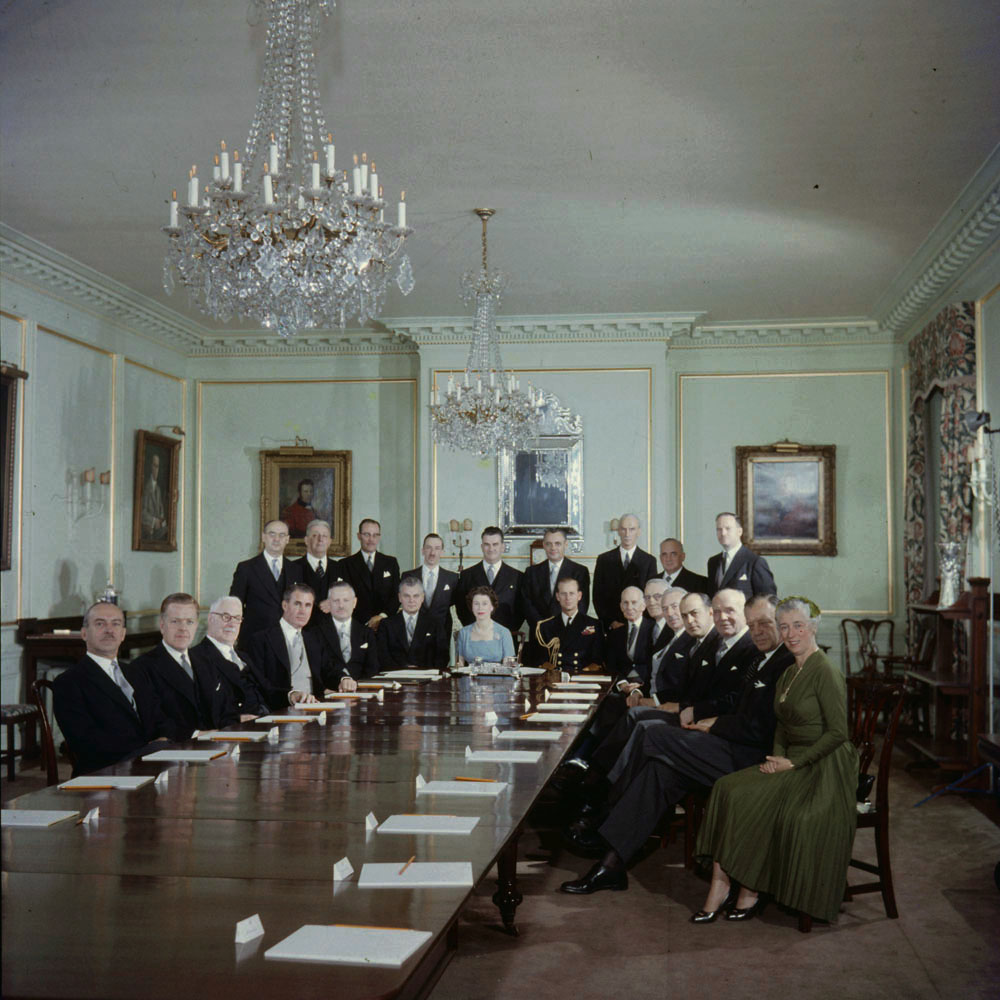
Ellen Louks Cook (Ellen Fairclough) apparaît à droite sur cette photographie des membres du gouvernement fédéral du Canada en 1957.

Après un échec lors des élections générales en 1949, elle est élue à la Chambre des communes du Canada l'année suivante dans une élection partielle comme députée de la circonscription électorale fédérale de Hamilton-Ouest. Par la suite, elle représente Hamilton-Ouest pour les progressistes-conservateurs, jusqu'à ce qu'elle perde son siège aux élections en 1963. Comme membre du Parlement, elle se fait l'avocat des droits des femmes avec pour objectif : "à travail égal, salaire égal".
Quand le Parti progressiste-conservateur prend le pouvoir aux élections fédérales de 1957, le nouveau premier ministre, John Diefenbaker, la nomme secrétaire d'État du Canada. En 1958, elle devient ministre de la Citoyenneté et de l'Immigration puis en 1962 ministre des Postes. Comme ministre de l'Immigration en 1962, Fairclough introduit de nouvelles règles qui écartèrent l'élimination raciale et la discrimination dans la politique d'immigration. Elle introduit aussi des lois plus libérales pour les réfugiés, et augmente le nombre d'immigrants autorisés au Canada. Le congédiement de Alan Jarvis comme directeur du Musée des beaux-arts du Canada fut une des bases du roman What's Bred in the Bone par Robertson Davies (cf. Judith Skelton Grant, Man of Myth). Fairclough fut aussi la première femme à assumer les fonctions de Premier ministre par intérim du Canada, les 19 et 20 février 1958, pendant l'absence du premier ministre John George Diefenbaker, en déplacement hors du pays.

### Après la vie politique
Après avoir quitté la vie politique, Fairclough travailla pour une société de gestion de patrimoine, et siégea en même temps à la Ontario Hydro.
En 1979, elle fut fait Officier de l'Ordre du Canada et fut promue Compagnon en 1994. À la fin de 1996, elle reçut l'Ordre de l'Ontario, l'honneur le plus élevé de cette province.
Fairclough fut très active avec l'Association des consommateurs du Canada, les Guides du Canada, the I.O.D.E., the United Empire Loyalist Association, et le Zonta Club de Hamilton et Zonta International, avant, pendant et après ses fonctions en politique. En 1982, un édifice à bureaux du gouvernement au coin de McNab et de King Street à Hamilton fut officiellement baptisé "Ellen Fairclough Building".
Elle eut le rare honneur d'être récompensée du titre La Très honorable (The Right Honourable) accordé en 1992 par Sa Majesté la Reine Élisabeth II, rejoignant le cercle très fermé des quelques personnes ayant reçu ce titre sans avoir été gouverneur général, premier ministre ou juge en chef du Canada.
En 1995, elle publia ses mémoires, Saturday’s Child: Memoirs of Canada’s First Female Cabinet Minister.
Elle s'est éteinte à Hamilton, dans sa ville natale en Ontario le samedi 13 novembre 2004, quelques semaines avant son centième anniversaire. Elle a survécu à son mari Gordon et à son fils Howard.
Le 21 juin 2005, la poste du Canada édita un timbre en l'honneur de Ellen Fairclough et des autres femmes notables canadiennes.

## Archives
Bibliothèque et Archives Canada conserve un fonds Ellen Louks Fairclough.